# Culture (musikalbum)
Culture  är den amerikanska hiphoptrion Migos andra studioalbum. Det släpptes den 27 januari 2017 på skivbolagen Quality Control Music och 300 Entertainment. Albumet innehåller gästframträdanden från DJ Khaled, Lil Uzi Vert, Gucci Mane, 2 Chainz och Travis Scott.
Culture innehöll tre singlar: "Bad and Boujee", "T-Shirt" och "Slippery". Albumet debuterade på första plats på Billboard 200 med 131 000 sålda exemplar under den första veckan. Den toppade även Top R&B/Hip-Hop Albums och det var Migos första topplacerade album på båda hitlistorna. Även på Canadian Albums Chart debuterade albumet på första plats. I juli 2017 blev albumet certifierat platina av Recording Industry Association of America (RIAA). Culture blev även nominerad till det bästa rapalbumet på Grammy Award 2018.

## Låtlista
| Nr           | Titel                               | Kompositör                                                                            | Producent(er)                   | Längd |
| ------------ | ----------------------------------- | ------------------------------------------------------------------------------------- | ------------------------------- | ----- |
| 1.           | Culture (feat. DJ Khaled)           | Quavious Marshall Kirshnik Ball Kiari Cephus Khaled Khaled Dwan Avery Jeffrey LaCroix | DY Tre Pounds                   | 2:33  |
| 2.           | T-Shirt                             | Marshall Ball Cephus James Rosser, Jr. Brandon Rackley Trevon Campbell                | Nard & B XL Eagle               | 4:02  |
| 3.           | Call Casting                        | Marshall Ball Cephus Tyron Douglas Rubin Sanders                                      | Buddah Bless Bron Bron          | 3:52  |
| 4.           | Bad and Boujee (feat. Lil Uzi Vert) | Marshall Cephus Symere Woods Robert Mandell Leland Wayne                              | Metro Boomin G Koop             | 5:43  |
| 5.           | Get Right Witcha                    | Marshall Ball Cephus Shane Lindstrom Xavier Dotson                                    | Murda Beatz Zaytoven            | 4:17  |
| 6.           | Slippery (feat. Gucci Mane)         | Marshall Ball Cephus Radric Davis Grant Decouto Joshua Parker                         | Deko OG Parker                  | 5:04  |
| 7.           | Big on Big                          | Marshall Ball Cephus Dotson                                                           | Zaytoven                        | 4:50  |
| 8.           | What the Price                      | Marshall Ball Cephus Ricky Harrell Keanu Torres William Gaskins                       | Ricky Racks Keanu Beats 808Godz | 4:08  |
| 9.           | Brown Paper Bag                     | Marshall Ball Cephus Dotson                                                           | Zaytoven                        | 3:31  |
| 10.          | Deadz (feat. 2 Chainz)              | Marshall Ball Cephus Tauheed Epps Ronald LaTour                                       | Cardo                           | 4:34  |
| 11.          | All Ass                             | Marshall Ball Cephus Nathaniel Caserta                                                | Purps                           | 4:54  |
| 12.          | Kelly Price (feat. Travis Scott)    | Marshall Ball Cephus Jacques Webster II Courtney Elkins Jared Jackson                 | Cash Clay Beats Deraj Global    | 6:03  |
| 13.          | Out Yo Way                          | Marshall Ball Cephus Caserta Joshua Cross                                             | Purps Cassius Jay               | 4:48  |
| Total längd: | Total längd:                        | Total längd:                                                                          | Total längd:                    | 58:25 |

## Listplaceringar
| Lista (2017)                        | Position |
| ----------------------------------- | -------- |
| Australien (ARIA)                   | 26       |
| Belgien (Ultratop Flandern)         | 67       |
| Belgien (Ultratop Vallonien)        | 92       |
| Danmark (Hitlisten)                 | 23       |
| Finland (Finlands officiella lista) | 6        |
| Frankrike (SNEP)                    | 77       |
| Kanada (Canadian Albums)            | 1        |
| Nederländerna (Album Top 100)       | 9        |
| Norge (VG-lista)                    | 13       |
| Nya Zeeland (RMNZ)                  | 20       |
| Schweiz (Schweizer Hitparade)       | 22       |
| Storbritannien (UK Albums)          | 16       |
| Sverige (Sverigetopplistan)         | 18       |
| Tyskland (Offizielle Top 100)       | 63       |
| USA (Billboard 200)                 | 1        |
| USA (Top R&B/Hip-Hop Albums)        | 1        |